# Дворац у Хајдучици
Дворац у Хајдучици, месту у општини Пландиште, подигнут је 1911. године и представља споменик културе од великог значаја.
Грађевину у Хајдучици, познату и као дворац Дамаскин, изградио је Лазар Дунђерски као приземан дворац у духу академизма, у парковском окружењу. Истурени класицистички портик приступне фасаде има четири дорска ступца, који носе једноставно решен тимпанон (без декорације, са кружним отвором за вентилацију). Степениште и колска рампа преко овог трема уводе кроз полукружна двокрилна врата у централни хол и пространу свечану салу. Из свечане дворане, украшене фризом и штуко декорацијом, излази се на велику терасу на супротној страни. 
Портик фасаде окренуте парку има шест дорских стубаца и тимпанон без украса. Бочни ризалити дворишне фасаде наглашени су у кровној конструкцији. Кровни венац је богато профилисан. Симетрично распоређени прозори, фланкирани плитким дорским пиластрима, архитравно су завршени, осим лучних фронтона са сваке стране портика. Основа је решена симетрично, а унутрашњи простор организован са страна подужног ходника. Подрум је засведен пруским сводом.
Радови на обнављању су извршени 1980. године.